# K-129

Kierunek ruchu K-129 podczas feralnego rejsu

K-129 – radziecki okręt podwodny o napędzie dieslowo-elektrycznym projektu 629A (NATO: GOLF II) wyposażony w pociski balistyczne. Okręt zatonął w 1968 podczas swojego trzeciego patrolu, na północny zachód od Hawajów. W 1974 dziobowa część okrętu została wydobyta podczas tajnej operacji przez CIA.

## Historia
Zamówienie na K-129 zostało złożone 26 stycznia 1954 w stoczni nr 199 Komsomolsk nad Amurem. Rozpoczęcie budowy nastąpiło 15 marca 1958, wodowanie miało miejsce 6 maja 1959, a wejście do służby 31 grudnia 1959. Okręt wszedł w skład radzieckiej Floty Oceanu Spokojnego. Przydzielono go do 15 Eskadry Okrętów Podwodnych stacjonującej na Kamczatce. 
Po odbyciu w 1967 dwóch 70-dniowych patroli na Oceanie Spokojnym, 24 lutego 1968 okręt wyruszył z bazy w Pietropawłowsku Kamczackim w trzeci rejs, który miał się zakończyć w maju 1968. Na początku patrolu okręt dokonał próbnego zanurzenia, po którym przesłał na Kamczatkę informacje o dobrym stanie technicznym i kontynuowaniu misji. Był to ostatni kontakt z okrętem. Kolejne próby nawiązania kontaktu nie przyniosły skutków. Pod koniec marca 1968 radziecka Marynarka Wojenna rozpoczęła zakrojone na dużą skalę poszukiwania zaginionego okrętu. Radziecka aktywność w rejonie Pacyfiku była dowodem dla strony amerykańskiej, że ZSRR utracił w tym rejonie jedną ze swoich jednostek. Dzięki systemowi nasłuchowemu SOSUS służącemu do monitorowania położenia okrętów podwodnych, Stany Zjednoczone po przejrzeniu archiwalnych zapisów ustaliły orientacyjną pozycję, na której, 8 marca 1968, doszło do katastrofy. Po zlokalizowaniu wraku na głębokości ok. 5000 m, podjęto decyzję o jego wydobyciu na powierzchnię. W wyniku tajnych operacji CIA o kryptonimie Azorian i Jennifer, które wymagały m.in. zbudowania specjalnej jednostki dźwigowej Hughes Glomar Explorer, w sierpniu 1974 wydobyto przednią część kadłuba radzieckiego okrętu (okręt przełamał się na pół w trakcie podnoszenia). CIA zdobyła w ten sposób prawdopodobnie dwie torpedy z głowicami atomowymi. Niepewny jest fakt wydobycia urządzeń szyfrujących i książek kodowych. Wraz ze szczątkami okrętu wydobyto także ciała 6 radzieckich marynarzy, które pochowano 4 września 1974 z honorami i zwyczajem marynarskim.

## Przyczyny katastrofy
Ekspertom badającym katastrofę nie udało się jednoznacznie ustalić przyczyny zatonięcia okrętu. Do katastrofy mogły doprowadzić następujące przyczyny:
- wybuch wodoru wydobywającego się z baterii akumulatorów
- kolizja z amerykańskim okrętem podwodnym USS „Swordfish”
- wybuch pocisku balistycznego spowodowany przeciekiem i nieszczelnością włazu